# The Lickerz
I The Lickerz sono un gruppo musicale hip hop italiano formato dal beatmaker Luda e dagli MC Libo e Rawl MC (quest'ultimo attualmente in pausa).

## Storia del gruppo
Luda e Libo si sono conosciuti quando il primo è tornato dalla Grecia, dove ha vissuto per sette anni, a causa dell'attitudine ad una street life di Libo, il progetto artistico si è sviluppato con lentezza: dopo aver formato un quartetto con il nome di Suonitascabili ed aver accumulato esperienza live, i due si sono staccati ed hanno iniziato un lavoro di studio ed ascolto, nel 2002 hanno pubblicato un demo di cinque tracce dal nome Talenti, viene notato da Dj Mesta che ne remixa una traccia e la inserisce nella prima compilation di Radio Italia Network Streetflava.
Nel 2003 dopo alcuni concerti, il duo registra il promo Mr. Bredford EP destinato solo a riviste e case discografiche, il risultato è ottimo e porta i due a registrare un primo prodotto ufficiale assieme ad un terzo membro (attualmente in pausa) Rawl MC, con lui registrano alcune tracce, pubblicate poi su compilation nazionali di valore e concentrano gli sforzi sul loro obiettivo ovvero un disco ufficiale.
Il gruppo, grazie all'EP omonimo, si fanno un nome presso gli addetti ai lavori, ottimamente recensito il lavoro viene autoprodotto e distribuito da Vibrarecords. Nel settembre 2005 la stessa etichetta discografica pubblica Paroleliquide Da No-one City, il loro primo album ufficiale, che nel suo stile underground unisce testi di una certa profondità, le produzioni sono affidate a Luda  
mentre le collaborazioni sono con Jack the Smoker, Principe, OneMic ed altri esponenti dell'hip hop nazionale.
Brani da citare: Streets in versione remixata da cui hanno creato anche un video musicale.

## Discografia
- 2005: Paroleliquide Da No-one City
- 2005: The Lickerz EP
- 2006: Rispetto
- 2007: Visionari EP

### Luda
- 2007 - Luda & DJ Tsura - Deadly Combination Mixtape

## Collaborazioni
- 2005: Mastafive feat. The Lickerz - Adesso sai che voglio dire (da Dammi un beat)